# Монтеодоризіо
Монтеодоризіо (італ. Monteodorisio) — муніципалітет в Італії, у регіоні Абруццо, провінція К'єті.
Монтеодоризіо розташоване на відстані близько 185 км на схід від Рима, 110 км на схід від Л'Аквіли, 50 км на південний схід від К'єті.
Населення — 2525 осіб (2014).
Щорічний фестиваль відбувається другої неділі травня. Покровитель — San Marcellino.

## Демографія
Населення за роками:

Станом на 1 січня 2023 року в муніципалітеті офіційно проживало 114 іноземців з 16 країн, серед них 58 громадян країн Євросоюзу та 3 громадяни України.

## Сусідні муніципалітети
- Купелло
- Фурчі
- Джиссі
- Поллутрі
- Шерні
- Васто